# Potrerillo, Medellín
Potrerillo är en ort i Mexiko.   Den ligger i kommunen Medellín och delstaten Veracruz, i den sydöstra delen av landet, 300 km öster om huvudstaden Mexico City. Potrerillo ligger 21 meter över havet och antalet invånare är 134.
Terrängen runt Potrerillo är mycket platt. Runt Potrerillo är det ganska glesbefolkat, med 43 invånare per kvadratkilometer. Närmaste större samhälle är Boca del Río, 16,9 km nordost om Potrerillo. Trakten runt Potrerillo består till största delen av jordbruksmark.